# 圣母向圣伯纳德的显现
圣母向圣伯纳德显现或圣伯纳德的幻境（義大利語：Apparizione della Vergine a san Bernardo），为意大利文艺复兴时期画家菲利皮诺·利皮于1480年所作，现藏于意大利佛罗伦萨的巴迪亚修道院。
此画是皮耶罗·弗朗切斯科·迪·普格利亚斯为修道院中的家族小堂订购的。皮耶罗的肖像出现在画面的右下角，呈传统的祷告姿势。
这幅画是利皮最优秀的作品之一 。画作表现出的弗拉芒式的强烈色差和对细节的重视，使得“圣母向圣伯纳德显现”这一宗教场面充满了生活气息。事件发生在一块岩石之下，当时圣伯纳德正在他的小讲台上写作，圣母众天使们突然之间就来到了他的面前。圣伯纳德的背后，魔鬼咬住他的锁链：这是中世纪主题的对圣母的赞颂，意为其将人类从魔鬼的枷锁下解放出来。
岩石上挂着公元前三世纪斯多葛派作家埃皮克提图的一句诗：Sustine et abstine，意为“力行和节制”，这也是圣伯纳德的格言。不少学者认为，圣母和天使的容貌是来自于雇主的妻子和儿女。